# Estnische Badmintonmeisterschaft 2022
Die Estnische Badmintonmeisterschaft 2022 fand vom 4. bis zum 6. Februar 2022 in Tallinn statt. Es war die 58. Austragung der Titelkämpfe.

## Medaillengewinner
| Disziplin    | Gold                            | Silber                      | Bronze                             |
| ------------ | ------------------------------- | --------------------------- | ---------------------------------- |
| Herreneinzel | Raul Must                       | Karl Kert                   | Tauri Kilk                         |
| Dameneinzel  | Kristin Kuuba                   | Helis Pajuste               | Ramona Üprus                       |
| Herrendoppel | Kristjan Kaljurand Raul Käsner  | Mikk Järveoja Mihkel Talts  | Rainer Kaljumäe Karl Kert          |
| Damendoppel  | Kati-Kreet Marran Helina Rüütel | Kertu Margus Editha Schmalz | Hannaliina Piho Sale-Liis Teesalu  |
| Mixed        | Raul Käsner Kati-Kreet Marran   | Tauri Kilk Helina Rüütel    | Kristjan Kaljurand Hannaliina Piho |